# Harbour Centre
Harbour Centre est un gratte-ciel du quartier d'affaires de Vancouver, en Colombie-Britannique, au Canada ouvert depuis 1977. Disposant d'une tour d'observation à son sommet, sa structure est bien reconnaissable. L'édifice a une taille 177,1 mètres incluant le sommet de son antenne.
Il a été conçu par les agences d'architecture Hancock Brückner Eng + Wright et WZMH Architects